# توس رادیا
بتولا رادئانا (نام علمی: Betula raddeana) نام یک گونه از سرده توس است.